# Express Yourself
«Express Yourself» es una canción interpretada por la cantante estadounidense Madonna, incluida en su cuarto álbum de estudio, Like a Prayer (1989). La compañía Sire Records la publicó el 9 de mayo de 1989 como el segundo sencillo del álbum y figuró posteriormente en los grandes éxitos The Immaculate Collection (1990) y Celebration (2009). Compuesta y producida por Madonna y Stephen Bray, fue la primera canción que ambos crearon para el disco y es un homenaje a la banda estadounidense de funk y soul Sly & the Family Stone. La inspiración principal es el empoderamiento femenino e insta a las mujeres a no conformarse con «el segundo lugar» y siempre expresar sus sentimientos internos.
«Express Yourself» es una canción de dance pop optimista que cuenta con instrumentos de viento metal, palmadas y caja de ritmos, así como se emplea el saxofón y las percusiones durante el estribillo. La letra trata sobre rechazar los placeres materiales y aceptar solo lo mejor para uno mismo; también se emplean subtextos a lo largo de la canción. En términos generales, recibió reseñas positivas de los críticos musicales, quienes aplaudieron el mensaje de igualdad de género y la elogiaron por ser un himno a la libertad y alentar a las mujeres y a todas las minorías oprimidas. Desde el punto de vista comercial, alcanzó el segundo lugar en la lista estadounidense Billboard Hot 100 y llegó al número uno en Canadá, Italia, Suiza y en la lista Eurochart Hot 100 Singles.
El videoclip, dirigido por David Fincher, se inspiró en la película clásica Metrópolis (1927) de Fritz Lang y tuvo un presupuesto total de cinco millones de dólares, lo que lo convirtió en el más caro realizado en ese momento. Este retrató una ciudad poblada de altos rascacielos y líneas de ferrocarril. Madonna realizó el papel de una dama glamorosa y masoquista encadenada, con hombres musculosos actuando como sus trabajadores. Al final elige a uno de ellos, estelarizado por el modelo Cameron Alborzian, como su pareja. Los críticos señalaron la explotación de la sexualidad femenina y que la imagen masculina de Madonna retrataba el enfoque deconstructivo de los cambios de género.
Madonna incluyó «Express Yourself» en el repertorio de cinco de sus giras musicales y fue versionada por las protagonistas del programa de televisión de Fox Glee, durante el episodio tributo titulado «The Power of Madonna». Tanto la canción como el vídeo destacan por su expresión de libertad, sus aspectos feministas y su naturaleza posmoderna que cautivó a los académicos, y han dejado su huella en el trabajo de artistas pop posteriores como las Spice Girls, Christina Aguilera y Lady Gaga.

## Antecedentes
Cuando Madonna empezó a trabajar en Like a Prayer consideró muchas opciones; tenía ciertos asuntos en mente que incluían a su familia, la relación tumultuosa con su exesposo, el actor Sean Penn, la muerte de su madre e incluso su creencia en Dios. Para las letras de las canciones, eligió temas que hasta ese entonces habían sido meditaciones personales que nunca había compartido con el público de manera tan abierta y directa. En una entrevista con la revista SongTalk, reveló que «en el pasado escribí muchas canciones que revelaban [mi yo interior], pero sentí que eran demasiado honestas o muy aterradoras y decidí no grabarlas». Llegó a la conclusión de que era momento de alejarse del mercado adolescente y atraer a un público más adulto y más amplio, y así lograr longevidad dentro del mercado discográfico. Además quería que su nuevo sonido fuera calculador e indicativo de lo que estaba de moda y que siguiera las tendencias cambiantes de la música.
Mientras Madonna consideraba sus alternativas, los productores Patrick Leonard y Stephen Bray empezaron a experimentar individualmente con varias pistas instrumentales e ideas musicales para presentarlas a la artista. «Express Yourself» fue la primera canción que Madonna y Bray crearon para Like a Prayer, compuesta y producida como un tributo a la banda estadounidense de funk y soul Sly & the Family Stone. La inspiración principal es el empoderamiento femenino e insta a las mujeres a no conformarse con «el segundo lugar» y poner su amor «a prueba». En una entrevista con el autor Mick St. Michael, la cantante explicó:

El mensaje detrás de la canción es que si no te expresas, si no dices lo que quieres, entonces no lo conseguirás. Y, en efecto, estarás encadenado por tu incapacidad de decir lo que sientes o de ir tras lo que quieres. No importa cuánto control pienses que tengas sobre la sexualidad en una relación, siempre hay una lucha por el poder... una cierta cantidad de compromiso. De estar en deuda, si los quieres. Lo haces porque lo eliges. Nadie puso una cadena a mi cuello excepto yo. Escribí «Express Yourself» para decirle a las mujeres de todo el mundo que elijan y escojan lo mejor, antes de que la cadena alrededor del cuello las mate. Es mi opinión sobre cómo el hombre puede expresar lo que quiere, la misma prerrogativa debería estar ahí para la mujer también.

## Composición

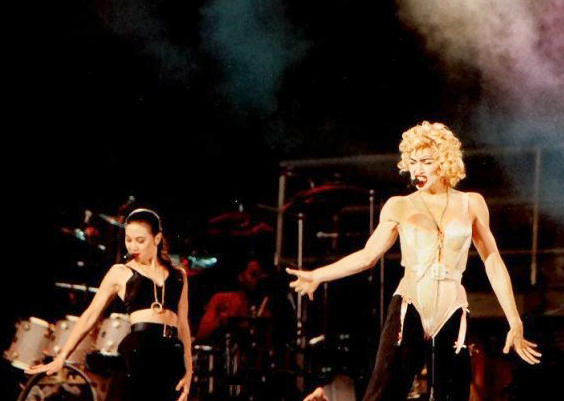
Madonna, acompañada de su corista Donna De Lory, dando inicio al Blond Ambition World Tour (1990) con una interpretación de «Express Yourself». Para el número, portó el corsé cónico diseñado por Jean Paul Gaultier

«Express Yourself» inicia con el sonido de un tintineo de viento y Madonna canta la primera línea Come on girls! do you believe in love? 'Cause I got something to say about it, and it goes something like this  —«¡Vamos, chicas! ¿Creen en el amor? Porque tengo algo que decir al respecto, y dice algo así»—. En el estribillo se incluyen palmadas, una caja de ritmos, un saxofón y percusiones, mientras que un coro respalda la voz de la cantante, que adquiere un tono más grave. A esto le sigue el primer verso y el puente Make you feel like a queen on the throne, make you love it till you never come down —«Que te haga sentir como reina en un trono, haz que te ame hasta que ya no puedas bajar»—, en el que se aprecia el sonido de un violín al final y una voz masculina repite la última línea. Después del segundo verso se toca el sintetizador, a la vez que Madonna continúa entonando la frase Express yourself —«Exprésate»—, con voces de fondo que exclaman Hey hey hey hey.
Tras un breve interludio de saxofón, la artista canta a voz plena mientras continúan los ritmos de percusión y los cuernos. Cerca del final cambia la letra a Express himself —«Que él se exprese»— y, luego de otra repetición del puente y del verso intermedio, interpreta una vez más el estribillo con el título original. La canción finaliza con las palabras express yourself y la voz de Madonna se desvanece. Establecida dentro de una estructura de canción simple, «Express Yourself» juega con la ambigüedad a través de un control sutil de la armonía y la evasión del cierre diatónico. La canción parece estar en la tonalidad de sol mayor, pero su composición real sugiere que está en la de do mayor. No obstante, la primera nota de la melodía, don't, en si bemol mayor supone el modo dórico en sol. Esto también se evidencia en el matiz vocal de Madonna en la frase express yourself, que en un principio se centra en sol, antes de bajar un semitono a mi menor, que es el sexto grado elevado en el modo dórico en sol. Según la partitura publicada en Musicnotes.com por Alfred Publishing Co. Inc., «Express Yourself» se establece en un compás de 4/4, con un tempo de 120 pulsaciones por minuto. El registro vocal de la cantante se extiende desde las notas sol3 a do5 y sigue una progresión armónica de sol—do–fa—do/sol.
Según Rikky Rooksby, autor de The Complete Guide to the Music of Madonna, la letra la convierte en una canción de amor simple, y Madonna exhorta a las mujeres de su público a no conformarse con el segundo lugar (Don't go for second best), a expresar sus sentimientos y hacer que sus parejas expresen los suyos. En su libro Madonna: Like an Icon, Lucy O'Brien la describió como «un llamado a la acción feminista», donde la cantante descarta «las sábanas de satén y los adornos de oro de los placeres materiales». Santiago Fouz-Hernández sostuvo que la letra creaba una identificación con la comunidad LGBT. Cuando pronuncia la línea Come on girls! Do you believe in love? se dirige tanto al hombre gay como a la mujer heterosexual. Los subtextos se emplean a lo largo de la canción, especialmente en la línea What you need is a big strong hand to lead you to your higher ground —«Lo que necesitas es una mano grande y fuerte que te eleve a un lugar más alto»— donde la «mano grande y fuerte» está implícita como la propia mano, y no la de un hombre.

## Recepción crítica
En términos generales, «Express Yourself» obtuvo reseñas positivas de académicos, críticos y periodistas. Para el mundo académico, comentarios favorables provinieron de J. Randy Taraborrelli, en su biografía de Madonna, quien dijo que se trataba de un «himno dance funky» y elogió su mensaje de «llamado a la acción femenina en cuanto a comunicación, autoestima y respeto propio». Georges-Claude Guilbert, autor de Madonna as Postmodern Myth, lo calificó como «un himno a la libertad, [...] un estímulo para que todas las mujeres y todas las minorías oprimidas se resistan, expresen sus ideas y se rebelen contra la tiranía». De manera similar, Mary Cross sostuvo que era un testamento a la libertad y que «allanó el camino para su vídeo musical». El autor italiano Francesco Falconi opinó que fue «más lograda que "Like a Prayer", con un impacto mediático notable. Un verdadero himno al feminismo». Santiago Fouz-Hernández y Freya Jarman-Ivens, autores de Madonna's Drowned Worlds, elogiaron la letra ya que «aparentemente apoya la fluidez de género como un camino hacia la igualdad de género». Mark Bego, en Madonna: Blond Ambition, concluyó que el tema era el que «más reflejaba la Madonna que todos habían llegado a conocer e impactarse».
Eduardo Viñuela, Igor Paskual y Lara González, autores de Bitch She's Madonna: La reina del pop en la cultura contemporánea, comentaron que «reflejaba plenamente el espíritu del Motown, desde el inicio, con su llamada a las armas a lo Martha and the Vandellas, hasta la sección instrumental del medio, que nada tiene que envidiar al mejor Stevie Wonder. [...] Si "Like a Prayer" nos acerca al mundo espiritual y termina siendo un éxtasis físico, "Express Yourself" es una expresión física que acaba culminando en un éxtasis emocional». La profesora Maury Dean escribió en su libro Rock 'n' Roll Gold Rush: A Singles Un-Cyclopedia que aunque «Express Yourself» contaba con un «atractivo adolescente», abordaba un tema muy importante de la liberación femenina. Allen Metz y Carol Benson señalaron que Madonna «diezmó construcciones patriarcales, racistas y capitalistas» por la forma en que pronunció la palabra self al cantar Express Yourself, y agregaron que la línea de apertura, Don't go for second best, baby —«No te conformes con el segundo lugar, cariño»— transformó la canción en un himno posmodernista. En un comentario ambivalente, la académica Sheila Whiteley, en Women and Popular Music: Sexuality, Identity, and Subjectivity, indicó que el reconocimiento de Madonna del pastiche y de ser capaz de imitar el estilo musical era interesante para ella, pero dada su capacidad para manipular la imagen, la exuberancia musical de «Express Yourself» no parecía sorprendente. La autora Lucy O'Brien escribió:
«Express Yourself» es un llamado a la acción feminista, completa con instrumentos de viento potentes y una voz conmovedora. Aquí Madonna es la «chica antimaterialista», exhortando a su público femenino a que se respeten a sí mismas. Eso significa tener un hombre que ame tu cabeza y tu corazón. Si no te trata bien (y aquí está la retórica revolucionaria) estás mejor sola. Como una predicadora, Madonna enfatiza cada palabra del estribillo, invocando a Dios y al poder del orgasmo. Mitad mujer Cosmo, mitad plática de chicas y mitad canción dance, presume la postura deliciosamente declarativa de «Vogue» y muestra a Madonna yendo de modo introspectivo a modo de supervivencia.
Los críticos contemporáneos también le otorgaron reseñas positivas. Stephen Thomas Erlewine de Allmusic destacó su «funk profundo» y la citó como una de las más destacadas de Like a Prayer. Además, opinó que mostraba «un sentido de composición musical más dominante» en la cantante. Stewart Mason, del mismo portal, aseguró que no sonaría «fuera de lugar» en Like a Virgin (1984) o True Blue (1986) y la describió como «una [canción] dance-rock enérgica, con un estribillo poderoso y de himno y una melodía con versos sensuales, diseñada para lograr su máximo atractivo en la pista de baile». En relación con la letra, Ken Blakely del Philadelphia Daily News explicó que era «un raro ejemplo de buen gusto y buenos consejos» en Like a Prayer. Maura Johnston de Pitchfork escribió: «Liderada por una de las voces más valientes de Madonna, ["Express Yourself"] está hecha para cantar con entusiasmo ante un espejo o en un tenso viaje en ascensor». No obstante, la periodista prefirió la remezcla hecha por Shep Pettibone —incluida en The Immaculate Collection— a la versión original de Like a Prayer, a la cual llamó «débil». Andy Goldberg del Jerusalem Post también quedó impresionado con la voz de la intérprete y elogió las influencias de soul. J. D. Considine, de Rolling Stone, señaló que era «inteligente y atrevida», con una «melodía descarada», y Carn James, del New York Times, la llamó una de sus más «exuberantes». De la misma publicación, Stephen Holden dijo que era «una visión de vida de una joven de 30 años no agobiada por la rebelión y un persistente dolor católico», y observó que Madonna estaba repudiando la filosofía de su sencillo «Material Girl» (1985), opinión que fue compartida por Kevin Phinney de Austin American-Statesman y Sal Cinquemani de Slant Magazine. Este último también observó que era «fácilmente la interpretación más conmovedora de su carrera». Hadley Freeman de The Guardian dijo que era un tema «eternamente eufórico», y Owen Gleiberman de Entertainment Weekly lo llamó el «credo de Madonna: si no expresas lo que sientes —en el sexo, en la música y en la vida— realmente no lo vas a sentir».
| Este himno dance pop es un llamado a las armas para que todas las mujeres exijan más, de sus hombres y de la sociedad. Dejando a un lado su mensaje inspirador y empoderador, es simplemente una muy buena canción pop. Con su estribillo increíblemente pegadizo, voz dominante e instrumentación, es una de las mejores canciones pop de la década de 1980. —Reseña de Richard LeBeau, del portal Medium, en el conteo que clasificó los 57 sencillos de Madonna que ingresaron a la lista Billboard Hot 100, donde «Express Yourself» figuró en la cuarta posición. |

Algunos periodistas reseñaron «Express Yourself» con motivo del 25.º aniversario de Like a Prayer y también ha sido incluida en varias listas de las mejores canciones de Madonna. Para Kenneth Partridge de Billboard, se trató de una «versión descarada y funky» de «Can't Buy Me Love» (1964). Andrew Unterberger, de la misma revista, lo nombró su decimoquinto mejor sencillo y mencionó que resumía perfectamente en dos palabras la carrera de Madonna: «Respaldado por un estribillo de cinco estrellas y un groove dance pop con mucho cuerpo, [...] es lo suficientemente satisfactorio para ser digno de su inspiración (Sly & The Family Stone)». Figuró en el cuarto puesto de la lista de los mejores sencillos de la cantante, elaborada por Chuck Arnold de Entertainment Weekly, quien además comentó que era su «declaración feminista definitiva». Por su parte, Matthew Jacobs de HuffPost lo eligió como el tercer mejor sencillo de su discografía y afirmó que era una canción «icónica», que «servía» para muchas cosas: «Un himno de empoderamiento femenino, la antítesis del literalismo interpretado en "Material Girl" [...] y el proyecto más coordinado de la cantante para alejarse del bubblegum de sus trabajos anteriores».
Nicole Hogsett, contribuidora y editora del sitio Yahoo!, la consideró la más sobresaliente de la artista y la calificó como «uno de los mejores himnos sobre el poder femenino. [...] Madonna siempre ha demostrado ser una mujer fuerte e independiente que no se conformaría con alguien menos digno, y con esta canción anima a todas las chicas a seguir su ejemplo». Jude Rogers de The Guardian la ubicó en el decimocuarto lugar del ranking de los mejores sencillos de la artista. Louis Virtel, de NewNowNext, la incluyó en la tercera posición de sus 100 canciones más destacadas y la denominó «adorable y empoderadora, [que] va más allá de eso. Es un imperativo conmovedor». Joe Morgan, de Gay Star News, opinó que era «feminismo, empoderamiento, flexión sexual de género y libertad resumidas en una sola canción». Guillermo Alonso, de la edición española de la revista Vanity Fair, lo destacó como su decimoquinto mejor sencillo y comentó: «Madonna se marcó un cántico de revista femenina en el que dejaba claro que los collares están muy bien pero el respeto es lo más importante. Y como estaba furiosa –con Sean Penn, imaginamos– es posible que esta sea la mejor interpretación vocal de su carrera». Finalmente, en febrero de 2013, Matthew Rettenmund, autor de la Encyclopedia Madonnica, la incluyó en el quinto puesto de «La inmaculada percepción: cada canción de Madonna, de peor a mejor», una lista creada sobre las 221 pistas grabadas por la intérprete, desde sus primeros comienzos en 1980 hasta ese entonces; comentó:
«Por mucho que "Like a Prayer" sea una experiencia religiosa, el título de "Express Yourself" resume claramente el mantra de Madonna más que cualquier otra canción. [...] Es uno de sus temas más contagiosos».

## Recepción comercial

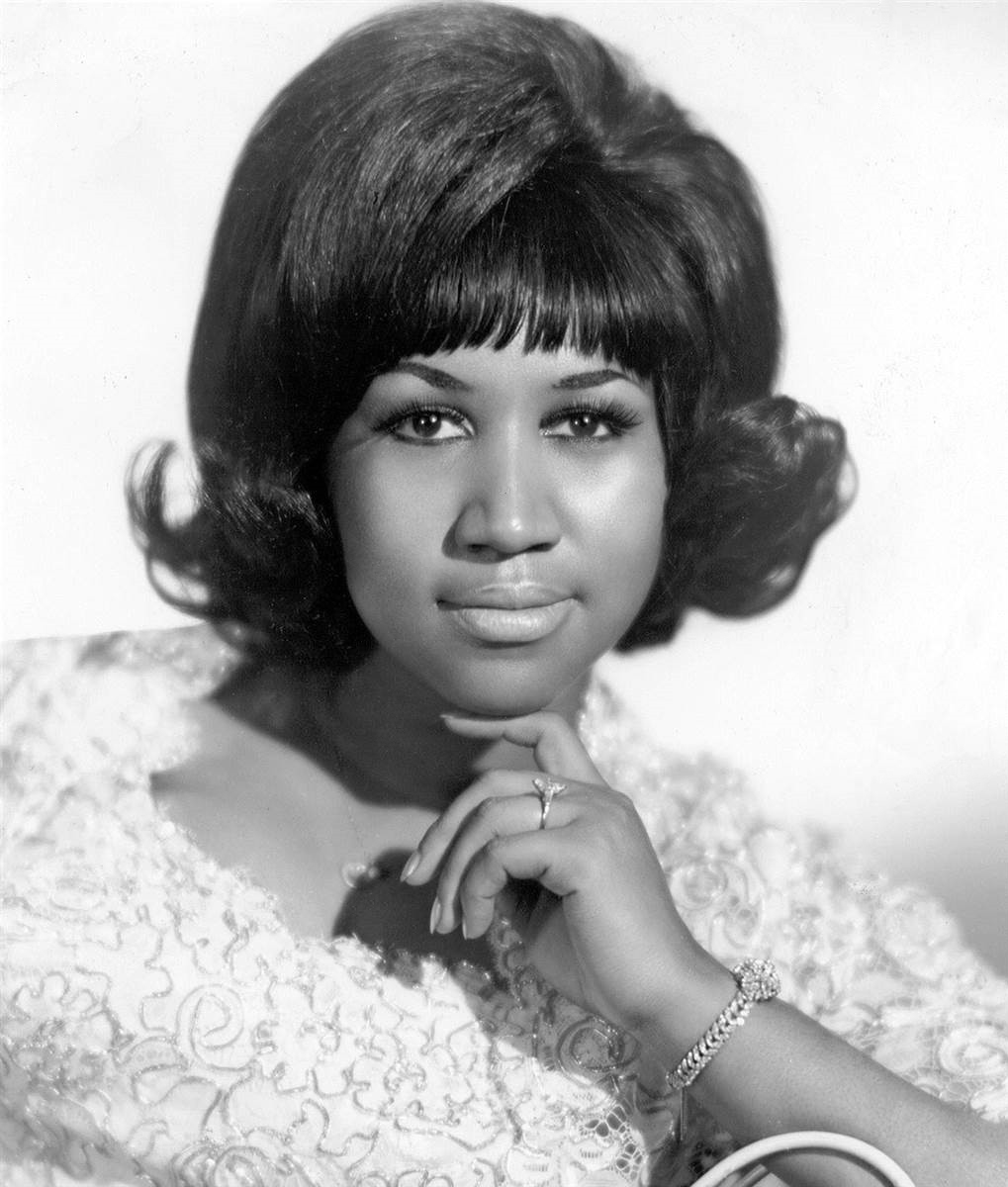
Con «Express Yourself», Madonna se convirtió en la segunda artista femenina con la mayor cantidad de entradas en el top diez de la lista Billboard Hot 100, solo detrás de Aretha Franklin (fotografía)

Sire Records publicó «Express Yourself» como el segundo sencillo de Like a Prayer el 9 de mayo de 1989, con «The Look of Love», de la banda sonora de la película ¿Quién es esa chica?, como lado B. En Estados Unidos recibió airplay en 191 estaciones de radio durante su primera semana de lanzamiento, por lo que el 3 de junio de 1989 debutó en el puesto número 41 de la lista Billboard Hot 100. Un mes después ascendió a la sexta posición, de manera tal que Madonna se convirtió, en ese entonces, en la segunda artista femenina con la mayor cantidad de entradas en el top diez, detrás de Aretha Franklin; fue su decimosexto sencillo consecutivo en ocupar los diez primeros puestos, hazaña que logró en poco más de cinco años. En la edición siguiente subió dos puestos más, por lo que pasó a ser el primer artista desde The Beatles en ubicar quince sencillos consecutivos entre los cinco primeros. Finalmente, el 15 de julio alcanzó el segundo lugar, donde se mantuvo durante dos semanas seguidas; «If You Don't Know Me by Now» de Simply Red y «Toy Soldiers» de Martika evitaron que llegara al primer puesto. En total estuvo presente dieciséis semanas y fue el 55.º sencillo más exitoso de ese año. En las listas de ventas físicas y de radios —componentes del Billboard Hot 100— ocupó el segundo y tercer puesto, respectivamente, y lideró los conteos Dance Club Songs y Dance Sales 12-Inch Singles. Por último, alcanzó las posiciones ocho en Hot Crossover 30 y doce en Adult Contemporary. El 11 de agosto de 1989, tres meses después de su publicación, la Recording Industry Association of America (RIAA) lo certificó con un disco de oro por haber distribuido 500 000 copias en el país.
En Canadá llegó a la cima de la lista oficial de RPM en la edición del 24 de julio; permaneció en total diecisiete semanas y fue el octavo sencillo más exitoso en 1989. El buen recibimiento comercial en el país continuó en la lista de canciones dance de RPM, donde también llegó a la primera posición, y en el ranking de la revista The Record, donde se ubicó en el número cuatro el 12 de agosto. En Australia debutó en el trigésimo sexto puesto el 4 de junio de 1989 y, después de un mes, alcanzó el quinto; estuvo un total de diecinueve semanas. En el conteo anual se ubicó en la vigésimo octava posición y la Australian Recording Industry Association (ARIA) le otorgó un disco de oro por distribuir 35 000 copias. En Nueva Zelanda entró por primera vez en el quinto lugar de la lista oficial y alcanzó el segundo tres semanas después.
En Reino Unido, «Express Yourself» se publicó el 22 de mayo y debutó en la décima posición del UK Singles Chart; a la semana siguiente subió a la quinta. La British Phonographic Industry (BPI) le entregó un disco de plata y, según MTV UK, vendió 200 000 copias en todo el territorio. En el resto de Europa también obtuvo una recepción comercial favorable: llegó al número uno en Italia y Suiza y ocupó el top diez en Alemania, Austria, Bélgica, España, Finlandia, Francia, Irlanda, Países Bajos, Noruega, Polonia y Suecia. Por sus resultados comerciales en los mercados europeos, el tema llegó a la cima de la lista Eurochart Hot 100 Singles, elaborada por la revista Music & Media, donde se mantuvo allí por tres semanas consecutivas. Asimismo, con «Express Yourself» Madonna logró la mayor cantidad de números uno en el European Airplay Top 50, con un total de nueve, más que cualquier otro artista en la historia de ese conteo.

## Video musical

### Antecedentes

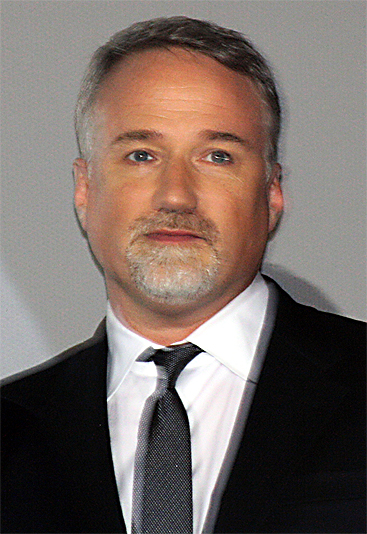
El vídeo musical de «Express Yourself» fue dirigido por David Fincher (fotografía)

El vídeo musical de «Express Yourself» se grabó en abril de 1989 en los Culver Studios de Culver City, en California, bajo la dirección de David Fincher y la producción de Gregg Fienberg para Propaganda Films. El resto del personal incluyó a Scott Chestnut en montaje, Mark Plummer en rodaje y Vance Lorenzini en diseño de producción. Con un presupuesto de cinco millones USD, fue el más caro en su momento de realización; para marzo de 2017, se ubicó en el tercer lugar de los más caros de la historia. Está inspirado en la película muda Metrópolis (1927), de Fritz Lang, y finaliza con el epígrafe Without the heart, there can be no understanding between the hand and the mind —«Sin el corazón, no puede haber conexión entre la mano y la mente»—. Se estrenó el 17 de mayo en MTV y fue exclusivo del canal durante tres semanas, donde lo transmitieron cada hora.
El concepto del vídeo fue representar a Madonna como una mujer glamorosa y masoquista encadenada, con hombres musculosos actuando como sus trabajadores, y al final elige a uno de ellos, interpretado por el modelo Cameron Alborzian, como su pareja. Cuando Fincher le explicó este concepto a la artista, se sintió intrigada y decidió retratarse como una persona masculina. En aquel entonces era novia del actor Warren Beatty y le pidió que interpretara el papel de un esclavo que trabaja en una fábrica; el actor rechazó la propuesta y explicó que «[Madonna] quería que el vídeo fuera una demostración de su proeza sexual, yo nunca quise ser parte de eso». Para la ambientación, la cantante y Fincher decidieron utilizar escenas de Metrópolis, que mostraban a trabajadores de una fábrica y una ciudad con rascacielos. En el libro Madonna 'Talking': Madonna in Her Own Words, del autor Mick St. Michael, la artista explicó el proceso: 

Tuve mucha influencia. Supervisé todo, la construcción del set, los vestuarios, me reuní con maquilladores, peluqueros, directores de fotografía, con todos. Realicé el casting, encontré el gato indicado, estuve [involucrada] en todos los aspectos. Fue como hacer una pequeña película. Básicamente nos sentamos y arrojamos todas las ideas posibles y lo que queríamos. Todo respecto a la imagen. Tuve un par de ideas para el set, por ejemplo la idea del gato y de Metrópolis. Definitivamente quería tener esa influencia, ese estilo en los hombres, en los trabajadores, trabajando diligente y metódicamente.

En diciembre de 1990, durante una entrevista para el programa de la BBC Omnibus, bromeó con que la trama principal del vídeo y la metáfora del gato era que «pussy domina el mundo» —en inglés, la palabra «pussy» puede significar tanto «coño» como «gato»—. También explicó que la escena en la que gatea para beber de un traste de leche y luego lo vierte sobre su cuerpo fue idea del director; al respecto, agregó: «Fue genial, pero créeme, discutí con él por eso. No quería hacerlo. Pensé que era demasiado exagerado, estúpido y un poco cliché, un truco de estudiante de cine. Pero me alegro de haber cedido». El vídeo figuró en los DVD The Immaculate Collection (1990) y Celebration: The Video Collection (2009).

### Trama

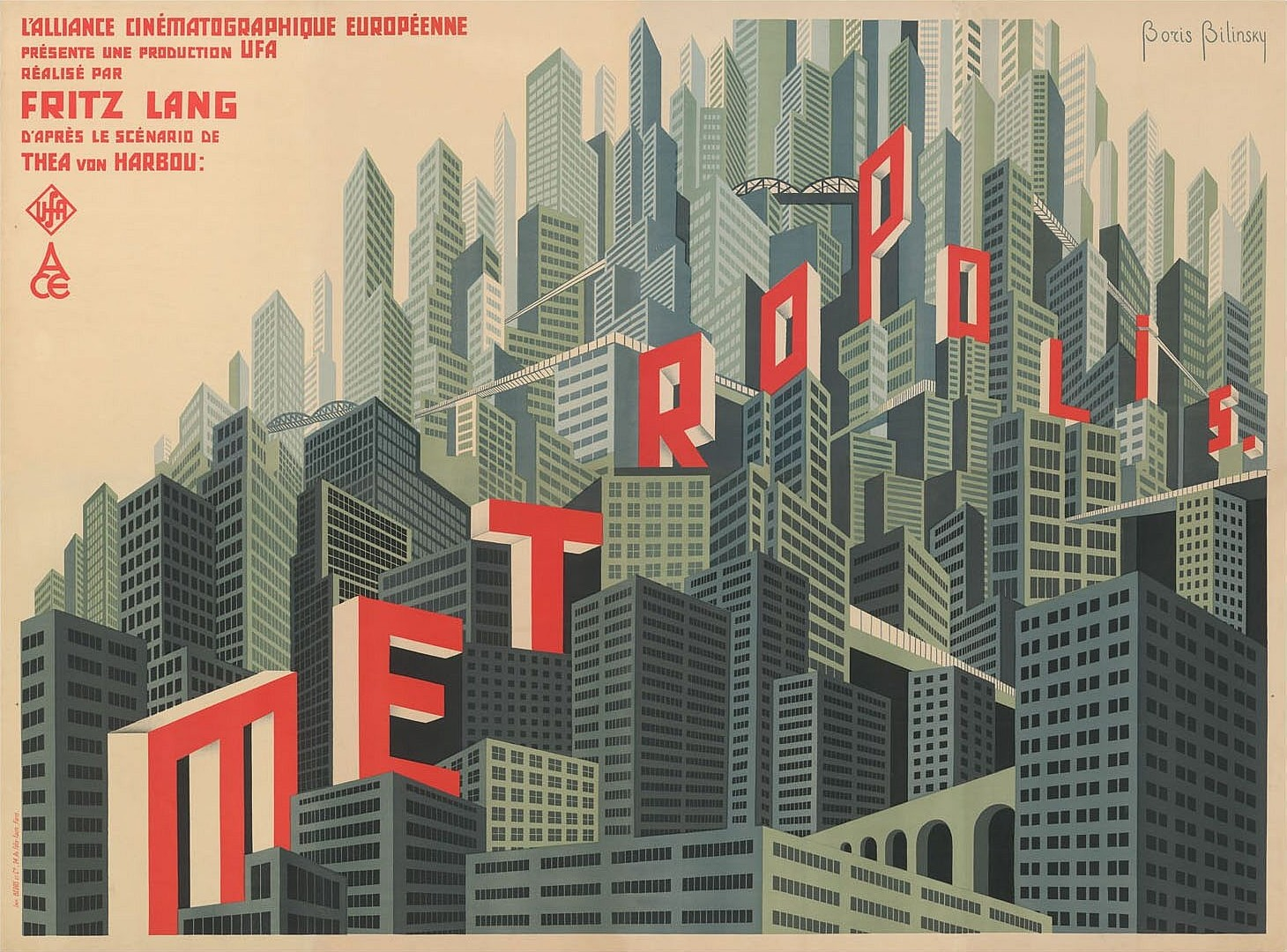
El videoclip está inspirado en la cinta alemana Metrópolis (1927)

El vídeo inicia con imágenes de una ciudad poblada con rascacielos, líneas de ferrocarril y aeronaves. Madonna aparece detrás de una estatua de un cisne y pronuncia la línea Come on girls! Do you believe in love?. A esto le sigue el estribillo, que muestra los interiores de la fábrica donde esclavos trabajan en las máquinas mientras la lluvia cae incesantemente sobre ellos. Madonna, que representa el papel de la esposa del supervisor de la fábrica, aparece con un vestido verde y un gato negro en su regazo mirando desde un ático a los esclavos, que realizan una coreografía en conjunto; la cámara se enfoca en el personaje de Alborzian. La voz de la cantante —que ahora se recuesta en un sofá mientras el gato se escapa— llega a su esposo, un hombre calvo ataviado con un traje negro y una cadena monóculo, a través de una serie de altavoces. Él se pone nervioso al escucharla y mira hacia abajo para encontrar a uno de los esclavos (Alborzian) mirando hacia arriba y buscando la fuente de la voz.
En la siguiente escena, se encuentra en su habitación vestida con lencería negra y se mueve de manera sugestiva detrás de distintas pantallas blancas, mismas que reflejan su silueta. En la fábrica, el esclavo sueña con la voz de Madonna y visualiza sus ojos en el vapor. La cantante aparece en la cima de unas escaleras, vestida con un traje a rayas y cadena monóculo, cantando el estribillo y realizando una coreografía provocativa en la que agarra su entrepierna y se abre brevemente la chaqueta para mostrar su sostén. A continuación, el dueño de la fábrica utiliza un control remoto para poder escuchar en vivo desde su habitación a una banda de tres músicos de jazz negros metidos en una cabina. Madonna aparece desnuda en su cama y con una cadena en su cuello, a la vez que el esclavo encuentra el gato negro.
Cuando comienza el verso final de la canción, una Madonna empapada y luciendo la misma lencería negra gatea por el piso de su habitación, y el esclavo, con el gato en brazos, camina hacia la habitación mientras ella bebe de un tazón de leche y lo vierte sobre su cuerpo. El vídeo intercala tomas de una pelea entre los esclavos de la fábrica y de Madonna desnuda en su habitación, donde es sorprendida por el esclavo, quien devuelve el gato, la toma en sus brazos y le hace el amor. En la fábrica, el esposo se percata de la ausencia del esclavo. El videoclip finalza con una toma de la ciudad y los ojos de la cantante sobre el cielo, dando a entender que ella siempre tuvo el control, y con la frase Without the heart, there can be no understanding between the hand and the mind.

### Recepción
Rolling Stone dijo que «la primera de las colaboraciones de Madonna con David Fincher también es una de sus mejores [...] una combinación perfecta de los impulsos expresionistas de Fincher y el encanto metamórfico de Madonna». Sal Cinquemani de Slant Magazine sostuvo que era «la encarnación de lo queer chic, una obra maestra grandiosa que resalta la habilidad de Madonna de usar su imagen a favor de su política feminista. [...] "Express Yourself" es conceptualmente tan audaz como Metrópolis porque celebra tanto el poder del sexo femenino como su capacidad para paralizar la máquina que lo deshumaniza». El periódico argentino La Nación concluyó que «la Reina plantó bandera con su himno feminista y dio comienzo a esa etapa utrasexualizada que desarrollaría en la primera mitad de los 90». En los MTV Video Music Awards de 1989, ganó en las categorías de mejor dirección, dirección artística y cinematografía, y estuvo nominado como mejor vídeo femenino y mejor montaje. En los Billboard Music Video Awards, celebrados el 17 de noviembre de ese año, recibió seis nominaciones: vídeo del año, mejor dirección, cinematografía, vídeo femenino, vídeo conceptual y dirección artística, de las cuales ganó las tres primeras.
En 2003, Slant Magazine lo calificó como el mejor vídeo musical de todos los tiempos. De manera similar, Rolling Stone y MTV lo incluyeron en el décimo puesto de los cien mejores de la historia y MuchMusic lo nombró el tercer mejor vídeo del siglo XX. Para Samuel R. Murrian, de la revista Parade, es el séptimo más destacado de la artista y dijo que era un «masivo relato de opresión, libertad y control». Ben Kelly, del periódico británico The Independent, también lo consideró uno de los mejores de la intérprete y Louis Virtel, de NewNowNext, lo ubicó en el segundo lugar de los 55 más sobresalientes en su videografía; como reseña, mencionó que contaba con su concepto «más grande y audaz». Para Sydney Urbanek, del portal Adolescent.net, con el videoclip «Madonna fue la primera mujer en el pop que se vio a sí misma como una autora. Las barreras comerciales y creativas que ahora esperamos de artistas como Beyoncé y Lady Gaga fueron derrumbadas por Madonna», aunque opinó que «complicó un poco» el mensaje de la canción. Un periodista del Sydney Morning Herald lo eligió como el decimoctavo vídeo más influyente de la historia, y Glen Levy de la revista Time lo incluyó en el octavo puesto de los treinta mejores de todos los tiempos. Felipe Rodríguez Torres, de la revista en línea Mutaciones, concluyó que «Express Yourself» fue «el videoclip que transformó a Madonna de símbolo teen rebelde en la inmortal diva posmoderna que ha continuado siendo hasta la actualidad».

### Análisis
Santiago Fouz-Hernández y Freya Jarman-Ivens comentaron que el videoclip retrataba el «enfoque deconstructivo del cambio de género asociado con la autorreflexividad de las imágenes en la posmodernidad». Aunque en un principio habían pensado que se trataba de un «enfoque feminista de la sexualidad», concluyeron que también podía relacionarse con «varias cuestiones políticas centrales planteadas por el feminismo» y dedujeron que las escenas que mostraban a Madonna de manera seductora y encadenada a su cama no situaban a la mujer en una posición de empoderamiento, pero enfatizaban el hecho de que podía tener el control. Jarman-Ivens agregó que el epígrafe establece el statu quo, con una distinción clara del cuerpo (trabajadores, mano, trabajos) y la mente (élite, capital intelectual). A diferencia de Metrópolis, donde la línea indicaba las oposiciones binarias de la clase obrera contra la elitista, en el vídeo Madonna no distinguió entre las dos. Sumado a ello, señaló que representó tanto a hombres y mujeres siendo observados, ya sea de manera activa o pasiva. Jarman-Ivens añade que el cuerpo y la mano no están separados allí, sino que el corazón, la mano y la cabeza se representan como un equilibrio en todos, hombres o mujeres. Felipe Rodríguez Torres sostuvo que Madonna consiguió «reivindicar el empoderamiento femenino a través del control de su sexualidad, tanto como acto carnal como de proyección hacia los demás».

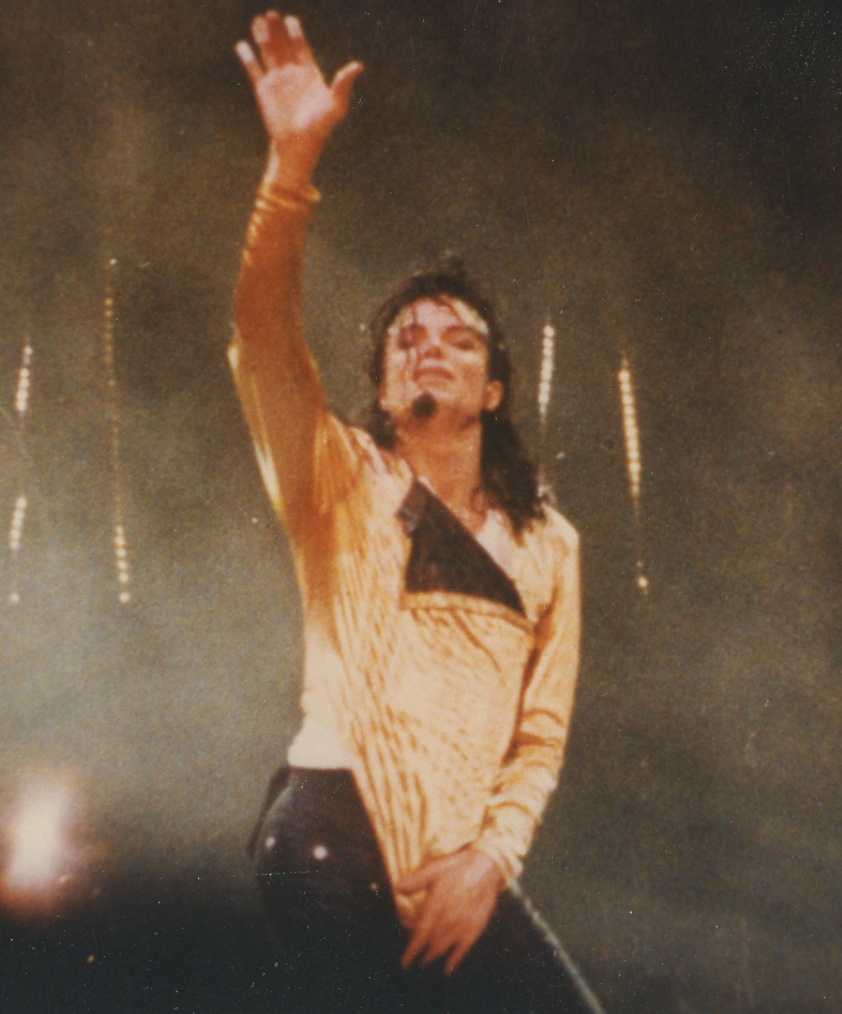
Las tomas en las que Madonna agarra su entrepierna fueron comparadas con los pasos de baile de Michael Jackson (imagen)

El académico Theodore Gracyk, autor de I Wanna Be Me: Rock Music and the Politics of Identity, lo criticó por su retrato de dominación masculina. Sin embargo, en una inspección cercana, llegó a la conclusión de que fue un movimiento inteligente para Madonna, ya que en realidad representaba a las mujeres en «una posición mucho más fuerte». En su libro Political Theory for Mortals, John Evan Seery escribió que la cantante, «uniendo imágenes de máquinas con imágenes de sexo, representa el último cíborg de la América de finales del siglo XX». Allen Metz opinó que las escenas donde agarra su entrepierna y baila eran similares a la «imitación andrógina de la masculinidad fálica de Michael Jackson». Sobre esta comparación, la artista respondió: «Si cantantes como Michael Jackson pueden hacerlo y salirse con la suya, ¿por qué no pueden las mujeres?». Michelle Gibson y Deborah Townsend Meem, autoras de Femme/Butch, lo alabaron por mostrar un cambio en el poder entre los sexos y declararon que «[Madonna] reclamó asertivamente todo el espacio de género posible como Marlene Dietrich». La profesora Carol Vernallis notó en Experiencing Music Video que la luz difusa alrededor de Madonna fue adoptada para remedar la difusión del sonido y hacer que los bordes a su alrededor parecieran suaves.
En el libro The 1980s, los autores Bob Batchelor y Scott Stoddart llamaron a «Express Yourself» uno de los vídeos más «desafiantes» de Madonna. Asimismo, destacaron la «explotación» del cuerpo masculino y lo elogiaron por «sexualizarlo como un objeto de deseo». Los autores concluyeron que se trataba de un «colorido homenaje al término "mirada", pero aquí la portadora es Madonna, no el hombre». Batchelor explicó que las escenas donde canta sola en su habitación y en lo alto de las escaleras sugirieron que era el objeto de la mirada, sin embargo, les pareció que estaba burlándose del movimiento de los hombres. Stoddart concluyó: «Ella controla la mente de los hombres de abajo, con una especia de canción de sirena de empoderamiento femenino, lo que indica que estos se mueven al unísono con su canción». De la banda de jazz en la cabina, Juan Sanguino de Vanity Fair dijo que se trataba de «una elocuente representación de cómo la cultura pop trataba a los músicos afroamericanos en aquel momento». Elizabeth Edwards, en Visual Sense: A Cultural Reader, explicó que la toma en la que se arrastra por el suelo, mientras otra imagen suya observa desde un sofá cercano, ilustraba la «mutación» que su imagen estaba experimentando. Según la autora, estaba actuando con timidez al observarse a sí misma, y agregó: «"Express Yourself" ofrece a sus espectadores una nueva serie de referencias visuales de íconos sexuales y de género estadounidenses tradicionales —masculinos y femeninos— así como un nivel completamente nuevo de ironía». En el libro On Fashion, Shari Benstock y Suzanne Ferriss criticaron la «artificialidad de las imágenes de género».
María José Coperiás Aguilar, autora de Culture and Power, puntualizó la textura «caótica» del vídeo a través de la edición rápida de las múltiples tomas que lo constituían. Los cambios repentinos y constantes de los ángulos de la cámara en las escenas parecían producir una «combinación aparentemente incoherente de imágenes que no ofrecía un ancla estable para proporcionar [al vídeo] una interpretación definitiva». Dado que el caos se lo ha asociado tradicionalmente con el principio ontogenético femenino en oposición al principio masculino de orden, el vídeo a su vez se asoció con «la dualidad entre orden/caos, hombre/mujer, bueno/malo, claro/oscuro». La autora también estableció un paralelismo entre Metrópolis y el videoclip. Por ejemplo, se pudo apreciar diferentes simbolismos fálicos de la película, como el humo que sale de las chimeneas, los rascacielos y el entorno opresivo del trabajo industrial. Sin embargo, a diferencia de la cinta, que retrató la represión de un proletariado rebelde, la naturaleza caótica del video denotaba libertad.
El teórico Douglas Kellner afirmó que el video era una crítica feminista hacia la lucha y la brutalidad masculina, en referencia a la escena de la pelea entre los trabajadores cerca del final. Según él, «Madonna se apropió deliberadamente de las imágenes femeninas tradicionales al comienzo del video, pero las contrastó con poses masculinas en las que se agarraba la entrepierna» en el final, e imágenes discordantes de mujeres asumiendo la posición masculina. Como señaló la autora feminista Susan Bordo, «es la naturaleza posmoderna del vídeo lo que más ha cautivado a los críticos académicos, y sus diversas formas de constituir identidades que rechazan la estabilidad, que permanecen variables, que se oponen a la definición». B.L. Panther, del portal The Spool, criticó el mensaje del vídeo; sostuvo que Madonna y Fincher habían dejado de «oponerse al sistema», y en su lugar habían adoptado un «statu quo de deseo y placer ilimitados que se expresa explícitamente en términos de control y poder, por encima de una liberación verdadera que exprese la sexualidad en metáforas fuera de la valía y la dominación [...] en lugar de aniquilar, cuestionar o criticar al patriarcado, presentan "ser" el patriarcado como libertad».

## Presentaciones en vivo

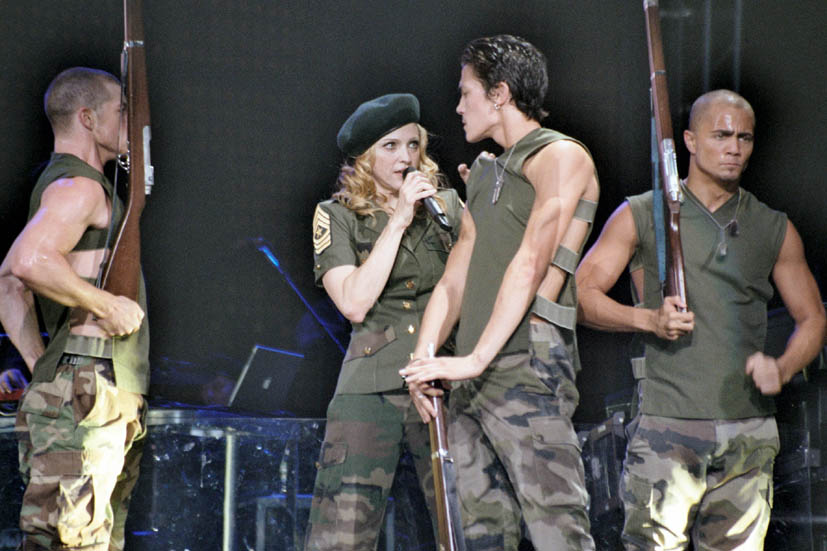
Madonna, rodeada de bailarines, interpretando «Express Yourself» con temática militar en el Re-Invention World Tour de 2004

El 6 de septiembre de 1989, Madonna se presentó en los MTV Video Music Awards donde interpretó «Express Yourself» acompañada de sus coristas y bailarinas Nikki Haris y Donna De Lory. Inició la actuación descendiendo de un tramo de escaleras y lucía un saco cruzado a rayas, un bustier negro de encaje con portaligas por encima de un pantalón holgado, medias blancas y una cadena monóculo colgada al cuello. Junto con Haris y De Lory, realizó una coreografía que incluía movimientos de hip hop, patadas en el aire y poses fisicoculturistas, antes de finalizar con una rutina de baile llamada voguing. A la mitad de la actuación, las tres mujeres guardaron momentáneamente sus micrófonos dentro de sus sostenes. Ian Inglis, autor de Performance and Popular Music: History, Place and Time, opinó que la actuación «resaltó el "TV" de MTV» y logró convertir a Madonna y a la cadena en «árbitros culturales». Justin Ravitz de Rolling Stone la consideró la mejor interpretación en vivo de la cantante y afirmó que, en seis minutos, «le demostró al público de esa noche por qué era (y siempre será) una de las estrellas pop más carismáticas y electrizantes de todos los tiempos».
«Express Yourself» también se incluyó en cinco de sus giras: Blond Ambition (1990), The Girlie Show (1993), Re-Invention (2004), MDNA (2012), y Madame X (2019-2020). En la primera se usó la remezcla Non-Stop Express como número de apertura e incluyó la línea Dance and sing, get up and do your thing de «Everybody» (1982), primer sencillo de Madonna. La ambientación, que estuvo basada en Metrópolis y en el videoclip, incluía ráfagas de humo, tuberías de acero, cables y un tramo de escaleras en el medio. Cuando iniciaba el espectáculo, seis bailarines con el torso desnudo aparecían detrás de la estructura de acero e iniciaban una coreografía en el escenario, y luego Madonna aparecía en la cima de las escaleras. La cantante portó un monóculo y usó un traje a rayas que tenía cortes por donde sobresalía su sujetador. Debajo llevaba también el corsé en forma de conos de color durazno diseñado por Jean Paul Gaultier. Acompañada de Haris y De Lory, quienes iban vestidas en atuendos similares de color negro, interpretó el tema y realizó una coreografía elaborada, que incluyó voguing, así como simulaba tener relaciones sexuales con los bailarines y masturbarse. En un momento de la actuación se quitó la chaqueta para revelar el corsé con portaligas que colgaban de sus lados. Existen tres actuaciones diferentes: en los álbumes de vídeo Blond Ambition – Japan Tour 90, grabado en Yokohama el 27 de abril de 1990, en Blond Ambition World Tour Live, filmado en Niza el 5 de agosto de ese mismo año, y la última en el documental de 1991, Madonna: Truth or Dare.

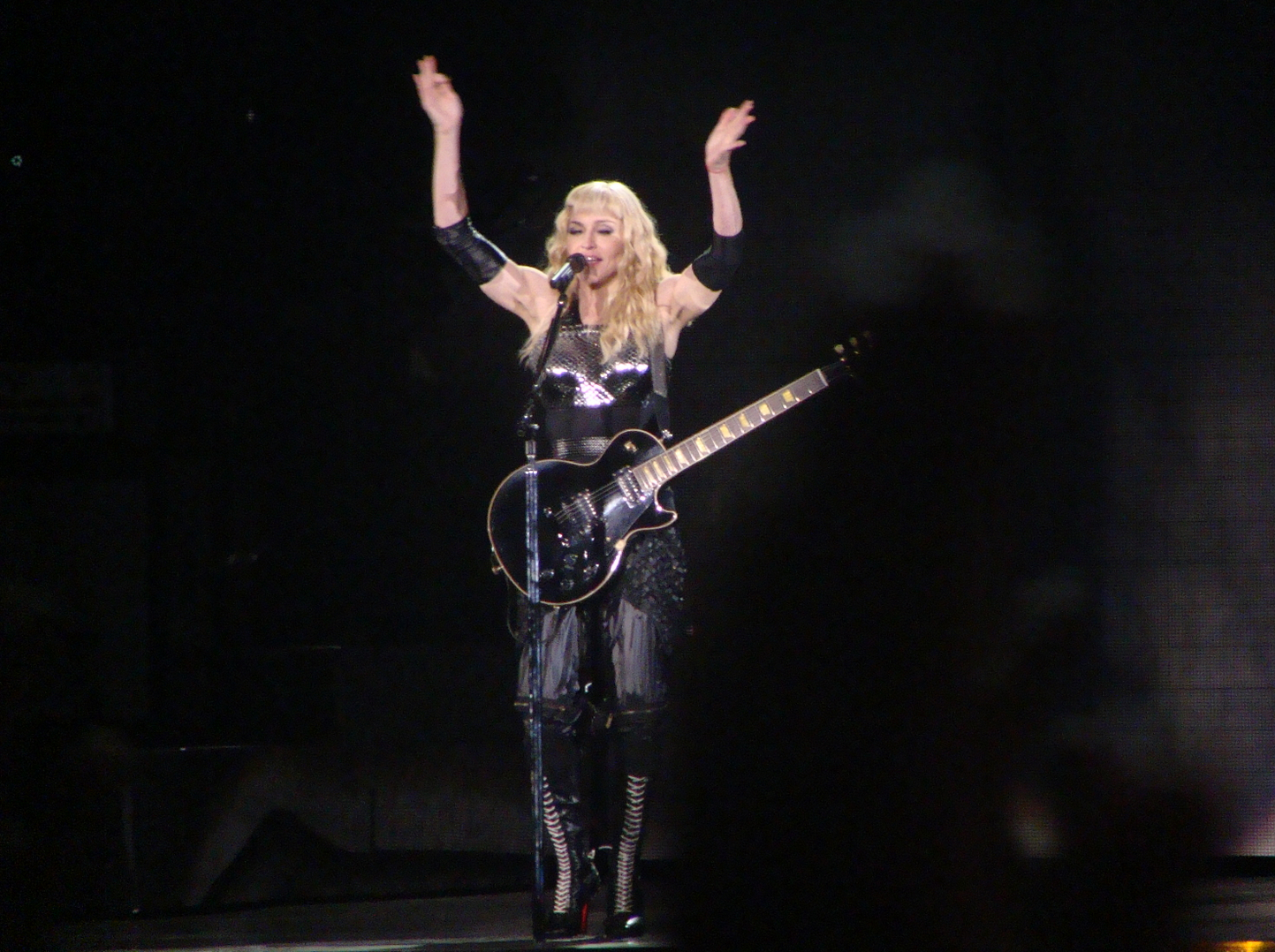
En varios conciertos del Sticky & Sweet Tour, entre ellos el de Lisboa, Madonna interpretó una versión a capela de «Express Yourself»

Tres años después, Madonna interpretó una versión disco de «Express Yourself» en su gira The Girlie Show World Tour. El escenario estaba decorado con cortinas de mylar y bolas de discoteca que resplandecían. La actuación comenzó con una voz distorsionada que decía I'm going to take you to a place you've never been before —«Voy a llevarte a un lugar donde nunca has estado»—. A continuación, Madonna descendía del techo en una bola de discoteca gigante, vestida con una peluca afro rubia, blusa colorida de los años 1970 y pantalones azules acampanados. Luego, Haris y De Lory aparecían en el escenario y las tres mujeres comenzaban a cantar la canción juntas; el final de la interpretación daba inicio a «Deeper and Deeper» (1992), del álbum Erotica. Según Georges-Claude Guilbert, para la interpretación Madonna se inspiró en Marlene Dietrich en el filme La Venus Rubia (1932). En su reseña del concierto en la ciudad de Nueva York, Jon Pareles opinó que el número formó parte del «núcleo del espectáculo», que incluyó «canciones de liberación». El espectáculo en Sídney (Australia), realizado el 19 de noviembre de 1993, fue grabado y la canción se incluyó en el vídeo The Girlie Show - Live Down Under (1994).
Madonna incluyó «Express Yourself» en el repertorio del Re-Invention World Tour, realizado en 2004. En esta ocasión figuró en el segundo segmento del espectáculo, «Militar», donde era el segundo tema y el sexto en general. La cantante, que interpretó el papel de un sargento, apareció en el escenario vestida con ropa militar, cambió la línea del inicio a Come on boys! —¡Vamos chicos!»— y realizó una coreografía con rifles. Drew Sterwald de News Press comentó que la artista «transformó el himno de los 80 en una nueva y mordaz crítica a la guerra». De manera similar, Angela Pacienza del Canadian Press señaló que le dio a la interpretación un punto de vista «más político», mientras que Dirk Timmerman, autor de Madonna Live! Secret Re-inventions and Confessions on Tour, opinó que «actuaciones como "American Life" y "Express Yourself" contribuyeron al mensaje antiguerra de la gira». En un comentario menos positivo, Kelefa Sanneh del New York Times la calificó de «cínica», ya que Madonna levantó un rifle por encima de su cabeza mientras cantaba la frase What you need is a big strong hand to lead you to your higher ground. En 2008, durante los conciertos de Nueva York, Toronto y Lisboa del Sticky & Sweet Tour, cantó una versión a capela del tema a petición de los espectadores.

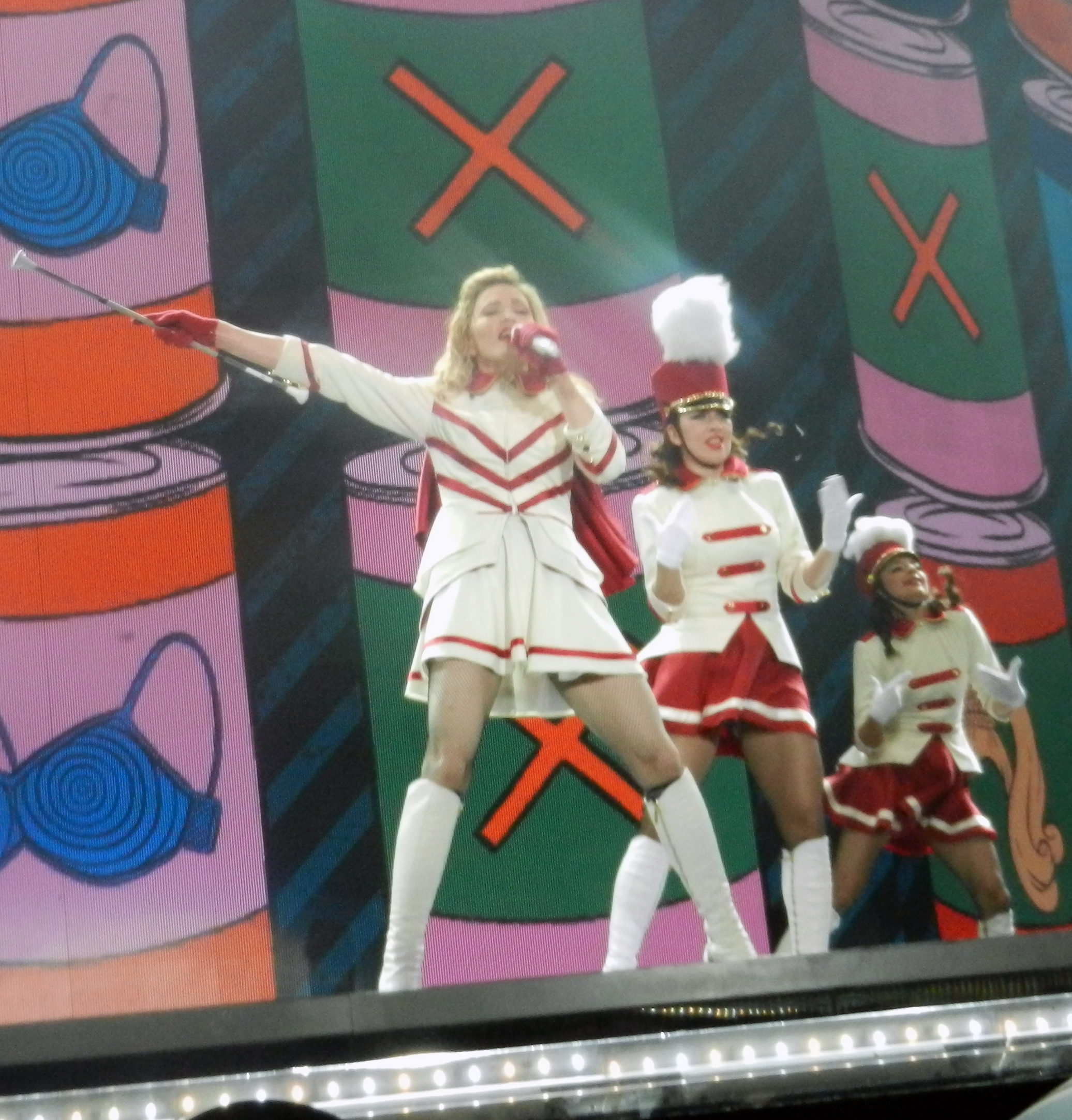
Madonna cantando un mashup de «Express Yourself» y «Born This Way» de Lady Gaga en The MDNA Tour (2012)

En 2012, Madonna interpretó un fragmento de la canción durante el espectáculo de medio tiempo del Super Bowl XLVI, donde estuvo acompañada del cantante CeeLo Green y una banda de marcha. Ese mismo año la cantó en su totalidad durante el segundo segmento de la gira The MDNA Tour, titulado «Profecía», con temática majorette. Madonna aparecía en el escenario ataviada con un conjunto diseñado por Arianne Phillips, que consistía en un uniforme blanco con rayas rojas y botas de taco alto hasta la rodilla. Las pantallas de fondo mostraban imágenes de monstruos animados devorando latas de comida. Como parte de la coreografía realizó twirling y, a mitad de la actuación, interpretó el estribillo de «Born This Way» (2011) de Lady Gaga, así como una línea de «She's Not Me», de su undécimo álbum de estudio Hard Candy (2008). Tras su lanzamiento, muchos críticos notaron similitudes entre «Born This Way» y «Express Yourself», por lo que sospecharon que Madonna se estaba «burlando» de Gaga y de la canción. Neil McCormick de The Daily Telegraph, opinó que durante la actuación «demostró ser más que una igual al desafío de todas sus jóvenes pretendientes». La presentación figuró en el cuarto álbum en vivo de la cantante, MDNA World Tour (2013), grabado el 19 y 20 de noviembre de 2012 durante los conciertos realizados en la ciudad de Miami, aunque el sample de «Born This Way» no obtuvo créditos.
El 7 de noviembre de 2016, interpretó el tema como parte de un concierto acústico improvisado en el Washington Square Park de Nueva York en apoyo a la campaña presidencial de Hillary Clinton. El 2 de diciembre de ese año, lo cantó en Miami Beach durante el concierto benéfico Tears of a Clown, donde además hubo una subasta y una cena de recaudación de fondos para la fundación de la artista, Raising Malawi. Cuatro días después, lo interpretó junto con James Corden en el segmento «Carpool Karaoke», del programa de televisión estadounidense The Late Late Show with James Corden, y el 21 de enero de 2017 durante la Marcha de las Mujeres en Washington. En el Madame X Tour (2019-2020), Madonna interpretó el tema a capela acompañada de sus hijas, las gemelas Esther y Stella; Spencer Kornhaber de The Atlantic llamó a la presentación «adorable».

## Versiones de otros artistas y legado
La cantante Kelly Clarkson, ganadora de la primera temporada del programa de talentos American Idol, audicionó con «Express Yourself». La banda Information Society realizó una versión para el álbum tributo Virgin Voices: A Tribute To Madonna, Vol. 1, de 1999. En 2010, la serie de televisión estadounidense Glee rindió homenaje a la cantante con el episodio «The Power of Madonna», perteneciente a la primera temporada; las integrantes del club Glee interpretaron «Express Yourself» en un número inspirado en el videoclip original. Alcanzó el puesto número 132 en el UK Singles Chart y formó parte del EP Glee: The Music, The Power of Madonna. La propia Madonna elogió la versión. En 2016 se usó en un comercial de Pepsi durante el Super Bowl 50; Chad Stubbs, vicepresidente de mercadotecnia de la compañía, explicó que la elección del tema se debió a que «fue con ese álbum [Like a Prayer] y durante esa época que trabajamos con Madonna por primera vez». En junio de 2021, Miley Cyrus interpretó un popurrí de «Music» (2000), «Express Yourself» y «Like a Prayer» durante Miley Cyrus Presents Stand by You, un concierto especial del mes del orgullo que se transmitió a través de la plataforma de streaming Peacock.
Tanto la canción como el vídeo se destacan por su expresión de libertad feminista. En este sentido, María José Coperiás Aguilar sostuvo que su publicación fue en el contexto de la ideología «antifeminista» y la «nueva derecha» que surgió en Estados Unidos durante los gobiernos de Ronald Reagan y George H. W. Bush. Explicó que las décadas de 1980 y 1990 se caracterizaron por una reacción conservadora contra los «excesos» de los años 60 y 70. Dicha reacción fue canalizada principalmente mediante los fuertes ataques de los medios de comunicación contra el feminismo, que en general describían a las activistas como «lesbianas amargadas, radicales, separatistas, con piernas peludas y torturadas», acompañados de mensajes que abogaban por una feminización que convertía a las mujeres en «objetos hermosos [y] ornamentales», y resaltaba las diferencias culturales entre los sexos. Según la autora, «Express Yourself» surgió como refutación a estas premisas y el título planteaba la necesidad de una voz femenina que emergiera y se manifestara, un asunto que evocaba la tradición de feministas francesas como Hélène Cixous y Luce Irigaray. Sebas E. Alonso, de Jenesaispop, expresó que «en tiempos de sororidad y empoderamiento femenino es imposible no situar "Express Yourself" como una canción pionera, en la que Madonna anima a otras mujeres a ser libres y a no ser secundarias en su propia vida». El equipo de redacción de la revista española Vanidad opinó que la artista «recalcó la opresión hacia las mujeres por el mundo masculino e intentó resaltar que una mujer, si se lo propone, puede hacer exactamente lo mismo que un hombre».
«Express Yourself» también ha sido adoptado como himno por la comunidad LGBT; según José Casesmeiro del periódico español 20 Minutos, el tema se convirtió en un «himno absoluto para la comunidad», mientras que el videoclip colocó a Madonna como «una figura venerada dentro del mundo homosexual». En 2017, la revista inglesa Gay Times la ubicó en la novena posición de la lista «Los 15 himnos LGBT + que necesitamos ahora más que nunca»; el periodista Ross McNeilage mencionó que aunque representa el empoderamiento femenino, fue aceptado por la comunidad LGBT. De manera similar, Chris Malone de Billboard escribió: «En los años posteriores a su lanzamiento, ha sido adoptada por los fanáticos homosexuales de Madonna en todo el mundo, convirtiéndose simultáneamente en un himno de superación personal y empoderamiento femenino». Laura Stavropoulos, del portal U Discover Music, declaró que «si bien muchos consideran a "Vogue" su himno gay por excelencia, "Express Yourself", y su video cargado de imágenes homoeróticas, fue el primer llamado a sus fanáticos LGBT, al alentarlos a tener autonomía sobre sus necesidades y deseos».
El tema y su vídeo también han influido a artistas contemporáneos. Por ejemplo, Melanie Chisholm, integrante de las Spice Girls, declaró que «[Madonna] estaba haciendo el girl power mucho antes que las Spice Girls. [...] "Express Yourself" es uno de los números que conozco y me gustaba mucho hacer ese porque es donde muestra su sostén y se agarra la entrepierna». En 2010, la cantante Christina Aguilera rindió homenaje al videoclip de «Express Yourself» con el de su sencillo «Not Myself Tonight»; al respecto, comentó que era uno de sus favoritos y le «pareció muy fuerte y empoderador, lo cual es algo que siempre trato de incorporar a través de mi expresión de la sexualidad. Me encanta la referencia directa que hice con el monóculo, el humo y las escaleras. Estaba rindiendo homenaje a una mujer muy fuerte que ha allanado el camino antes». Sobre esto, James Montgomery de MTV acordó que era la «principal influencia» en el videoclip de Aguilera, especialmente con las escenas en las que usa el monóculo o se arrastra por el piso mientras vierte un líquido negro por su cuerpo.
En 2011 se notaron similitudes entre «Express Yourself» y «Born This Way» de Lady Gaga, tanto en temática como en la composición. Durante una entrevista con Cynthia McFadden para el programa estadounidense 20/20, Madonna comentó: «Ciertamente creo que ella me hace referencia en gran cantidad de su trabajo. Algunas veces es impresionante, halagador y bien hecho». En lo que respecta a las comparaciones, afirmó que «Born This Way» le sonaba «familiar» y, cuando la periodista le preguntó si eso le molestaba, respondió: «Eso se siente como algo reductivo». Por su parte, Gaga se dirigió a las comparaciones en The Tonight Show With Jay Leno y explicó que había recibido un correo electrónico por parte de los representantes de Madonna, quienes le otorgaron su apoyo a «Born This Way». Sin embargo, la CNN informó que los representantes negaron haber enviado dicho correo. Por último, en 2013, Matt Collar de Allmusic notó una «sorprendente similitud» entre «Express Yourself» y el sencillo «What Do I Have to Do?» (1991) de Kylie Minogue; concluyó que esta última «siempre ha mostrado una fuerte influencia de Madonna, algo que reconoce fácilmente en las entrevistas».

## Lista de canciones y formatos
| Vinilo de 7" / Casete |                               |          |  |
| N.º                   | Título                        | Duración |  |
| 1.                    | «Express Yourself» (7" Remix) | 4:30     |  |
| 2.                    | «The Look of Love»            | 4:03     |  |

| Vinilo de 7" |                                        |          |  |
| N.º          | Título                                 | Duración |  |
| 1.           | «Express Yourself» (versión del álbum) | 4:37     |  |
| 2.           | «The Look of Love» (versión del álbum) | 4:00     |  |

| Maxisencillo en vinilo de 12" |                                             |          |  |
| N.º                           | Título                                      | Duración |  |
| 1.                            | «Express Yourself» (Non-Stop Express Remix) | 7:54     |  |
| 2.                            | «Express Yourself» (Stop & Go Dubs)         | 10:50    |  |
| 3.                            | «Express Yourself» (Local Mix)              | 6:20     |  |
| 4.                            | «The Look of Love» (versión del álbum)      | 4:03     |  |

| Maxisencillo en vinilo de 12" |                                             |          |  |
| N.º                           | Título                                      | Duración |  |
| 1.                            | «Express Yourself» (Non-Stop Express Remix) | 7:54     |  |
| 2.                            | «Express Yourself» (Stop & Go Dubs)         | 10:40    |  |

| CD de 3" |                                        |          |  |
| N.º      | Título                                 | Duración |  |
| 1.       | «Express Yourself» (versión del álbum) | 4:41     |  |
| 2.       | «The Look of Love» (versión del álbum) | 4:02     |  |

| Descarga digital - Remixes EP |                                             |          |  |
| N.º                           | Título                                      | Duración |  |
| 1.                            | «Express Yourself» (7" Remix)               | 4:35     |  |
| 2.                            | «Express Yourself» (Remix / Edit)           | 5:02     |  |
| 3.                            | «Express Yourself» (Non-Stop Express Remix) | 7:59     |  |
| 4.                            | «Express Yourself» (Stop & Go Dubs)         | 10:52    |  |
| 5.                            | «Express Yourself» (Local Mix)              | 6:27     |  |

## Posicionamiento en listas
| País (Lista 1989)                            | Posición más alta |
| -------------------------------------------- | ----------------- |
| Alemania (Offizielle Deutsche Charts)        | 3                 |
| Australia (ARIA Top 50 Singles)              | 5                 |
| Austria (Ö3 Austria Top 40)                  | 5                 |
| Bélgica Flandes (Ultratop)                   | 3                 |
| Canadá (RPM Top 100 Singles)                 | 1                 |
| Canadá (RPM Top 20 Dance Singles)            | 1                 |
| Canadá (The Record)                          | 4                 |
| España (PROMUSICAE)                          | 3                 |
| Estados Unidos (Billboard Hot 100)           | 2                 |
| Estados Unidos (Hot 100 Singles Sales)       | 2                 |
| Estados Unidos (Hot 100 Airplay)             | 3                 |
| Estados Unidos (Adult Contemporary)          | 12                |
| Estados Unidos (Dance Club Songs)            | 1                 |
| Estados Unidos (Dance Sales 12-Inch Singles) | 1                 |
| Estados Unidos (Hot Crossover 30)            | 8                 |
| Unión Europea (Eurochart Hot 100 Singles)    | 1                 |
| Unión Europea (European Airplay Top 50)      | 1                 |
| Finlandia (Suomen virallinen lista)          | 3                 |
| Francia (SNEP)                               | 7                 |
| Irlanda (IRMA)                               | 3                 |
| Italia (FIMI)                                | 1                 |
| Noruega (VG-lista)                           | 4                 |
| Nueva Zelanda (Recorded Music NZ)            | 2                 |
| Países Bajos (Dutch Top 40)                  | 5                 |
| Países Bajos (Single Top 100)                | 5                 |
| Polonia (LP3)                                | 2                 |
| Reino Unido (UK Singles Chart)               | 5                 |
| Suecia (Sverigetopplistan)                   | 3                 |
| Suiza (Schweizer Hitparade)                  | 1                 |

| País (Lista 1989)                            | Posición |
| -------------------------------------------- | -------- |
| Alemania (Offizielle Deutsche Charts)        | 32       |
| Australia (ARIA Top 50 Singles)              | 28       |
| Bélgica Flandes (Ultratop)                   | 43       |
| Canadá (RPM Top 100 Singles)                 | 8        |
| Canadá (RPM Top 25 Dance Singles)            | 22       |
| Estados Unidos (Billboard Hot 100)           | 55       |
| Estados Unidos (Dance Club Songs)            | 12       |
| Estados Unidos (Dance Sales 12-Inch Singles) | 14       |
| Unión Europea (Eurochart Hot 100 Singles)    | 21       |
| Unión Europea (European Airplay Top 50)      | 17       |
| Italia (FIMI)                                | 16       |
| Nueva Zelanda (Recorded Music NZ)            | 33       |
| Países Bajos (Dutch Top 40)                  | 63       |
| Países Bajos (Single Top 100)                | 51       |
| Suiza (Schweizer Hitparade)                  | 12       |

## Certificaciones
| Región                     | Certificación | Unidades certificadas |
| -------------------------- | ------------- | --------------------- |
| Australia (ARIA)           | Oro           | 35 000                |
| Brasil (Pro-Música Brasil) | Oro           | 50 000                |
| Estados Unidos (RIAA)      | Oro           | 500 000               |
| Países Bajos (NVPI)        | Oro           | 75 000                |
| Reino Unido (BPI)          | Plata         | 200 000               |

## Créditos y personal
- © 1988 Webo Girl Publishing, Inc. administrado por WB Music Corp/Black Lion Music, Inc. ASCAP.
- Masterizado en Masterdisk, Nueva York.
- Grabado en Johnny Yuma Studios, Burbank, California.
- Mezclado en Smoke Tree Studios, Chatsworth, California.

Personal
- Madonna: composición, producción, voz
- Stephen Bray: composición, producción
- Bill Bottrell: mezcla, ingeniería
- Shep Pettibone: remezcla, edición, producción adicional (Mastermix Productions)
- Bob Rosa: ingeniería (remezcla)
- Fred McFarlane: programación
- Bob Ludwig: masterización
- Herb Ritts: fotografía
- Kama Logan: tipografía
- Jeri Heiden: diseño

Créditos y personal adaptados de las notas del sencillo estadounidense de 12" y del álbum Like a Prayer.